# Риад Бейрути
Риад Бейрути (на арабски: ریاض بیروتي; на френски: Riad Beyrouti) е сирийски художник, роден на 6 май 1944 година в Дамаск. От 1969 година живее в регион Долна Нормандия, Франция.

## Биография
Риад Бейрути завършва Националното училище по изящни изкуства в Дамаск, където се специализира в областта на скулптурата. През 1969 година заминава за Франция, и учи във Висшето национално училище по изящни изкуства в Париж, специалност скулптура.
Риад Бейрути участва в изложби в Кан и Онфльор.

## Галерия
- Скулптура, 1975
- Монохром, 1984
- Платно, масло, 1983
- Мастило върху хартия, 2006